# Balogunyom
Balogunyom est un village et une commune de Hongrie dans le département de Vas, résultant de l'union en 1949 des communes de Balogfa et de Nagyunyom. Lors du recensement de 2004, il y avait 1 241 habitants.